# Route nationale 613
Die Route nationale 613, kurz N 613 oder RN 613, war eine französische Nationalstraße, die von 1933 bis 1973 in zwei Teilen zwischen Ax-les-Thermes und einer Straßenkreuzung mit der ehemaligen Nationalstraße 113 westlich von Narbonne verlief. Ihre Gesamtlänge betrug 121 Kilometer. Der Abschnitt von der N113 bis Couiza stammt dabei von dem Chemin de Grande Communication (Gc) 12 des Départements Aude; der Teil von der N117 bis zur Départementgrenze von der Gc 22 des Départements Aude und der weitere Verlauf bis Ax von der Gc3 des Départements Ariège.